# Джергаин-Агач
Джергаин-Агач (Джаркани-Агачѣ) — отдельное самостоятельное укрепление, возведенное в Киргизской степи войсками Российской Империи в 1840 году. Находилось на месте впадения речки Сандык-су в р. Ишим. Ныне возле современного села Тасоткель Жаркаинского района Акмолинской области в Казахстане. По данным Григория Споденца «Крепость, воздвигнутая тогда в окрестностях  в окрестностях современного села Тасоткель, так и называлась: „Постъ Джаркаинъ — агачь“. …. Остов той крепости отчетливо просматривается и сейчас с космической орбиты.»
Укр-ние было земляное с валом в 7 фт. и рвом, имело вид квадрата, охватывавшего со всех сторон казармы. На ю.-зап. и с-вост. углах имелись полукруглые выступы.
Для подавления восстания Кенесары Касымова, продолжавшееся почти десять лет, официально в 1837―1847 гг., Российская Империя в 1838—1840 годах возвела дополнительные военные укрепления: Актауское, Улутауское и Джаркаин-агашское.
О начале возведения укрепления 18 ноября 1839 года доложил командир отдельного Сибирского корпуса генерал-лейтенант Горчаков военному министру, г-ну генералу, адъютанту и кавалеру графу Чернышеву. Схема укрепления, датированная 1840 годом напечатана в Военной энциклопедии Сытина. Укрепление представляло собой квадрат стороною 125 саженей с полукруглыми выпуклостями в юго-западном и северо-восточном углах. По периметру снаружи проходил ров шириной 7, вал высотой в 6 сажень. Сюда перевели штаб 2-го линейного Сибирского батальона. В «Отечественных записках» 1848 года появилась статья барона Петра Карловича Услар «Четыре месяца в Киргизской степи». В ней он впервые публично упомянул об укреплении. После поражения восстания К. Касымова укрепление просуществовало около 10 лет.
Как Джаркаин-Агач упоминается на карте СССР 1930 года